# Chong Yee-Voon
Chong Yee-Voon (chinois simplifié : 鍾怡雯 ; pinyin : Zhōng Yíwén, Ipoh, Perak, 13 février 1969) est une femme de lettres malaisienne de langue chinoise. Elle est professeur de philologie chinoise à l'Université Yuan Ze, Taïwan.
Elle étudia à l'Université Normale de Taïwan.

## Œuvres sélectionnées
- 1995 : 河宴
- 1998 : 垂釣睡眠
- 2000 : 聽說
- 2002 : 我和我豢養的宇宙
- 2005 : 飄浮書房
- 2007 : 野半島
- 2008 : 陽光如此明媚
- 2010 : 陳義芝編選
- 2014 : 麻雀樹